# 呂氏半線脂鯉
呂氏半線脂鯉，為輻鰭魚綱脂鯉目脂鯉亞目脂鯉科的其中一個種，為熱帶淡水魚，分布於南美洲Pacaya河流域，體長可達2.5公分，棲息底中層水域，生活習性不明。

## 扩展阅读
- 維基物種上的相關：呂氏半線脂鯉